# Le Plus Grand Chapiteau du monde
Ne pas confondre avec le film Sous le plus grand chapiteau du monde.
Le Plus Grand Chapiteau du monde (The Greatest Show on Earth), ou Les Intrépides au Québec, est une série télévisée américaine en trente épisodes de 50 minutes en couleurs, diffusée entre le 17 septembre 1963 et le 28 avril 1964 sur le réseau ABC.
Au Québec, la série a été diffusée à partir du 7 septembre 1966 à la Télévision de Radio-Canada, et en France, à partir du 6 janvier 1968 sur la première chaîne de l'ORTF.

## Distribution
- Jack Palance : Johnny Slate
- Stuart Erwin : Otto King
- Billy Curtis : Danny

## Épisodes
1. Lion sur le feu (Lion on Fire)
2. titre français inconnu (Silent Love, Secret Love)
3. titre français inconnu (No Middle Ground for Harry Kyle)
4. titre français inconnu (Don't Look Down, Don't Look Back)
5. titre français inconnu (Garve)
6. Le Perdant (The Loser)
7. titre français inconnu (Uncaged)
8. titre français inconnu (The Circus Never Came to Town)
9. titre français inconnu (An Echo of Faded Velvet)
10. L'Homme pendu (The Hanging Man)
11. Feuilles dans le vent (Leaves in the Wind)
12. titre français inconnu (The Wrecker)
13. titre français inconnu (Lady in Limbo)
14. Une robe noire pour Gina (A Black Dress for Gina)
15. titre français inconnu (Where the Wire Ends)
16. titre français inconnu (Corsicans Don't Cry)
17. titre français inconnu (Big Man from Nairobi)
18. titre français inconnu (The Show Must Go On - to Orange City)
19. titre français inconnu (A Place to Belong)
20. titre français inconnu (Man in a Hole)
21. Clancy (Clancy)
22. Le Dernier des hommes forts (The Last of the Strongmen)
23. La Nuit du singe décédé (The Night the Monkey Died)
24. De sang, sciure de bois, et un seau de larmes (Of Blood, Sawdust, and a Bucket of Tears)
25. Rosetta (Rosetta)
26. Les Jours glorieux de l'habitude d'être (The Glorious Days of the Used to Be)
27. Aimez le donateur (Love the Giver)
28. titre français inconnu (This Train Don't Stop Till It Gets There)
29. Il n'y a pas de problèmes, seulement des chances (There Are No Problems, Only Opportunities)
30. Vous êtes tout droit, Ivy (You're All Right, Ivy)